# Michelsneukirchen
Michelsneukirchen – miejscowość i gmina w Niemczech, w kraju związkowym Bawaria, w rejencji Górny Palatynat, w regionie Ratyzbona, w powiecie Cham, wchodzi w skład wspólnoty administracyjnej Falkenstein. Leży w Lesie Bawarskim, około 15 km na południowy zachód od Cham.